# 주합루
창덕궁 주합루(昌德宮 宙合樓)는 서울특별시 종로구, 창덕궁에 있는 조선시대의 건축물이다. 2012년 8월 16일 대한민국의 보물 제1769호로 지정되었다.

## 같이 보기
- 창덕궁

## 참고 자료
- 주합루 - 국가유산청 국가유산포털